# Оскар Сіафа
'Хуан Хосе Оскар Сіафа Етоха (ісп. Juan José Óscar Siafá Etoha; нар. 12 вересня 1997, Мадрид, Іспанія) — гвінейський та іспанський футболіст, нападник грецького клубу «Олімпіакос» (Волос) та національної збірної Екваторіальної Гвінеї.

## Ранні роки
Народився в Мадриді в родині бубі з Екваторіальної Гвінеї.

## Клубна кар'єра
Футбольний шлях розпочав у «Реал Мадриді». Вихованець «Фуенлабради».
У сезоні 2017/18 років підписав контракт з «Мостолесом», де виступав за другу команду. На початку наступного сезону перейшов в «Ельче Ілісітано», а по ходу сезону перебрався до «Ельденсе».
У сезоні 2019/20 років перейшов у «Картахену Б». 13 листопада 2019 року дебютував у складі першої команди «Картахени» в переможному (2:0) у поєдинку Сегунда Дивізіону Б проти «Дон Беніто». 
16 січня 2020 року підписав контракт з «Альсіри», а в жовтні того ж року перейшов у клуб «Депортіво Ларедо».
21 вересня 2021 року підписав 1-річний контракт з «Олімпіакосом» (Волос), який на той час у Другій грецькій суперлізі.

## Кар'єра в збірній
У футболці збірної Екваторіальної Гвінеї дебютував 7 вересня 2021 року в переможному (1:0) поєдинку кваліфікації чемпіонату світу 2022 року проти Мавританії.
Потрапив до списку гравців, які поїхали на кубок африканських націй 2021 року.

## Статистика виступів

### Клубна
Станом на 29 грудня 2021.
| Сезон              | Команда              | Чемпіонат          | Чемпіонат | Чемпіонат | Нац. кубок | Нац. кубок | Нац. кубок | Конт. кубок | Конт. кубок | Конт. кубок | Інші кубки | Інші кубки | Інші кубки | Загалом | Загалом |
| Сезон              | Команда              | Змаг.              | Матчі     | Голи      | Змаг.      | Матчі      | Голи       | Змаг.       | Матчі       | Голи        | Змаг.      | Матчі      | Голи       | Матчі   | Голи    |
| ------------------ | -------------------- | ------------------ | --------- | --------- | ---------- | ---------- | ---------- | ----------- | ----------- | ----------- | ---------- | ---------- | ---------- | ------- | ------- |
| сер.-гр. 2018      | «Ельче Ілісітано»    | ТД                 | 12        | 0         |            | -          | -          |             | -           | -           |            | -          | -          | 12      | 0       |
| січ.-лип. 2019     | «Ельденсе»           | ТД                 | 18        | 1         |            | -          | -          |             | -           | -           |            | -          | -          | 18      | 1       |
| вер.-лис. 2019     | «Картахена»          | СДБ                | 3         | 0         |            | -          | -          |             | -           | -           |            | -          | -          | 3       | 0       |
| 2019-січ. 2020     | «Картахена Б»        | ТД                 | 15        | 2         |            | -          | -          |             | -           | -           |            | -          | -          | 15      | 2       |
| січ.-лип. 2020     | «Альсіра»            | ТД                 | 9         | 2         |            | -          | -          |             | -           | -           |            | -          | -          | 9       | 2       |
| 2020-2021          | «Ларедо»             | СДБ                | 25        | 4         | КІ         | 1          | 0          |             | -           | -           |            | -          | -          | 26      | 4       |
| 2021-2022          | «Олімпіакос» (Волос) | СЛ2                | 7         | 3         | КГ         | 0          | 0          |             | -           | -           |            | -          | -          | 7       | 3       |
| Загалом за кар'єру | Загалом за кар'єру   | Загалом за кар'єру | 89        | 12        |            | 1          | 0          |             | -           | -           |            | -          | -          | 90      | 12      |

### У збірній

#### По роках
Станом на 16 листопада 2021
| Екваторіальна Гвінея | Екваторіальна Гвінея | Екваторіальна Гвінея |
| Рік                  | Матчі                | Голи                 |
| -------------------- | -------------------- | -------------------- |
| 2021                 | 5                    | 0                    |
| Загалом              | 5                    | 0                    |

#### По матчах
| Дата       | Місто  | Господарі            | Результат | Гості                | Турнір            | Голи | Примітки |
| ---------- | ------ | -------------------- | --------- | -------------------- | ----------------- | ---- | -------- |
| 7-9-2021   | Малабо | Екваторіальна Гвінея | 1 – 0     | Мавританія           | Відбір до ЧС 2022 | -    | 69'      |
| 7-10-2021  | Малабо | Екваторіальна Гвінея | 2 – 0     | Замбія               | Відбір до ЧС 2022 | -    | 85'      |
| 10-10-2021 | Лусака | Замбія               | 1 – 1     | Екваторіальна Гвінея | Відбір до ЧС 2022 | -    | 81'      |
| Усього     |        | Матчів               | 3         |                      | Голів             | 0    |          |